# Treehouse of Horror XII
“Treehouse of Horror XII” är det första avsnittet från säsong 13 av Simpsons och sändes på Fox den 6 november 2001 som den tolfte i serien Treehouse of Horror. I avsnittet lägger en spådam en förbannelse över Homer, familjen Simpson uppdaterar sitt hus och låter en dator ta hand om allt och barnen börjar på en trollkarlsskola där Lisa är den duktiga och Bart den dåliga eleven. Avsnittet skrevs av Joel H. Cohen, John Frink, Don Payne och Carolyn Omine samt regisserades av Jim Reardon. I avsnittet medverkar Pierce Brosnan och Matthew Perry som sig själva och Marcia Wallace som Edna Krabappel.

## Handling
Hemma hos Mr Burns håller Smithers på att sätta fast en fladdermus på husets vindflöjel. Smithers ramlar ner och blir elektrisk och Mr. Burns mausoleum förstörs och ut kommer fyra kistor som börjar brinna. Familjen Simpson kommer då till Burns för bus eller godis, men då de ser de brinnande skeletten blir de rädda och springer iväg genom grinden och blir delade i två delar men fortsätter springa. Mr. Burns tackar då fladdermusen som flyger mot skärmen.

### Hex and the City
Familjen Simpson besöker en spådam och det slutar med att Homer förstör hela hennes lokal, vilket leder till att hon lägger en förbannelse över honom. Marge börjar därefter odla skägg, Lisa blir en kentaur, Bart får en för lång hals och Maggie blir en nyckelpiga. Homer bryr sig dock inte om detta och går till Moe's Tavern där Moe berättar för honom att han måste hitta en pyssling för få slut på förbannelsen. Därefter krossas Lenny och Carl av en helikopter, och Moe drunknar i sin burk med inlagda ägg.
Homer och Bart går till skogen och fångar en irländsk pyssling och tar hem den men det blir bara värre. Homer provar då att ta pysslingen till spådamen, men istället blir de båda kära i varandra. De gifter sig och Homer och Marge sitter i publiken. Homer berättar där för Marge att allt slutade lyckligt, men Marge påpekar att Bart är död och att han måste be spådamen om ursäkt för att få honom tillbaka, men Homer vägrar.

### House of Whacks
Familjen Simpson får besök av försäljarrobotar och de låter sig övertalas till att göra huset till ett "Ultrahouse". Husets dator har tre röster och man kan välja bland Matthew Perry, Dennis Miller och Pierce Brosnan. De väljer Brosnan. Livet för familjen Simpson har nu blivit mycket enklare, men snart blir Brosnan kär i Marge då han får reda på att hon kan skilja sig ifrån Homer. Om han dör bestämmer han sig för att döda Homer och han lyckas. Då Marge vaknar inser hon vad som hänt och försöker fly från huset men lyckas inte. Samtidigt kommer Homer upp genom ett hål i golvet som han gjort, han lever. Brosnan försöker döda Homer igen men lyckas inte. Istället går familjen Simpson ner i källaren där datorn (Brosnan) finns, och tar ut dess enheter. Istället för att slänga den ger de bort den till Marges systrar, Patty och Selma. Brosnan är inte förtjust i sin nya familj och tänker förstöra sig själv, men misslyckas och tvingas leva med dem.

### Wiz Kids
Bart och Lisa är studenter på trollkarlsskolan, Springwart’s School of Magicry. Deras uppgift för skoldagen är att förvandla en groda till en prins. Lisa lyckas, men inte Bart, vilket gör honom ledsen, speciellt efter att deras lärare Edna Krabappel skällt ut honom. Lord Montymort, spelad av Mr. Burns, ser i sin kristallkula vad som händer i skolan och bestämmer sig för att få tag i kraften som Lisa har och hämtar Bart för att be honom om hjälp. Skolan ska arrangera en show och då det är Lisas tur har Bart bytt ut hennes trollstav, och draken som hon använder visar sig vara Montymort. Då Montymort förvandlar draken till sig själv igen börjar han föra över Lisas krafter till sig. Bart känner sig ledsen för vad han gjort och lyckas döda honom genom att trycka in hans trollstav i Montymorts ben där han har sin hemliga kraft och Bart och Lisa blir vänner igen.

### Epilog
Pierce Brosnan, pysslingen och grodan som Bart skulle förvandla till en prins lämnar en husvagn med en fruktkorg. Brosnan frågar dem om de behöver skjuts och det vill de ha. Brosnan frågar var de bor, men de säger till honom att han bara ska köra iväg.

## Produktion
“Treehouse of Horror XII” regisserades av Jim Reardon och skrevs av Joel H. Cohen, John Frink, Don Payne och Carolyn Omine. 
Som resten av Halloween-avsnitten i serien är avsnittet icke-kanon. Det var dock det första av två som inte använde skrämmande namn i krediten för avsnittet, detta berodde på 11 september-attackerna enligt Ian Maxtone-Graham, Enligt Mike Scully togs de bort därför att de ansågs vara onödiga då det tog timmar att komma på namnen.
“Hex and the City” skrevs av Joel Cohen. I avsnittet uppskattade Al Jean mest pysslingen, som efter avsnittet medverkat flera gånger. “House of Whacks” skrevs av John Frink och Don Payne. Idén kom från Payne och är en parodi på 2001 – Ett rymdäventyr. Från början tänkte man döda Homer på riktigt och ersätta honom med en dator som har Homers personlighet. Rösten för datorn i avsnittet gjordes av Pierce Brosnan. Man frågade först Sean Connery, och tänkte sen fråga Lyle Lovett. De frågade senare inte Lovett eftersom personalen ansåg att det skulle vara kränkande för honom att spela rösten för ett hus.
Ursprungligen skulle datorn ha en pompadour och spela gitarr, men det togs bort, då man valde att Brosnan skulle spela rösten. Matthew Perry medverkar som sig själv, som en av rösterna man kan välja till datorn. Dennis Miller röst gjordes i avsnittet av Dan Castellaneta och under eftertexterna skrev man att Miller inte medverkade som sig själv. “Wiz Kids” skrevs av Carolyn Omine. Avsnittet är en parodi på Harry Potter. Då man började arbeta med avsnittet var man lite osäker om man skulle göra parodin, eftersom Harry Potter var ganska ny och man ansåg att alla kanske inte skulle veta vem Harry Potter var.

## Kulturella referenser
Titeln “Hex and the City” är en referens till Sex and the City. I delen ser man en bakgrundskaraktär som liknar huvudpersonen från Caps for Sale. I avsnittet finns också Cedars-Sinai som är ett sjukhus i Los Angelesoch så ser man Binky från Life in Hell. Även Katie Couric syns i avsnittet, dock utan replikeroch prästen på bröllopet är Yoda. Att Maggie blir en nyckelpiga är en referens till Förvandlingen.
Datorn i “House of Whacks” är en referens till HAL 9000. Marges förälskelse i det nya hemmet är referens till Datademonen och datorns handskar är en referens till Musse Pigg. Då datorn försöker attackera Homer använder den hammaren som Homer skapade i "The Wizard of Evergreen Terrace". I “Wiz Kids” medverkar rollfiguren Harry Potter, vars rösts görs av Nancy Cartwright.

## Mottagande
Avsnittet sändes den 6 november 2001 och finns i DVD-samlingen The Simpsons - Treehouse of Horror. Media Life Magazine anser att avsnittet är “superbt”. Casey Broadwater på Blu-Ray.com anser att avsnittet ”bara” är som de vanliga Halloweenavsnitten i serien och Colin Jacobsson skrev i DVD Movie Guide att avsnittet varken har några toppar eller bottnar. i Good Film Guide skriver Matt Wheeldon att avsnittet är okej att titta på och minnesvärt, men inte det bästa som gjorts. Nate Boss på Project:Blu anser att avsnittet är en bra start på säsong 13 och Ron Martin skriver i 411Mania att även om det inte är ett av de värsta avsnitten så är det en av de svagaste.
I Suite101 skriver Dominic von Riedemann att avsnittet är en besvikelse och den bästa delen i avsnittet är "House of Whacks". Eric Mink skrev i Daily News att avsnittet är roligt men för att sätta en högre glans på showen lägger de in gästskådespelare alltför ofta. Han anser också att "Hex and the City" var den bästa delen i avsnittet. Jennifer Malkowski från DVD Verdict anser att avsnittet är ett av de bästa från säsongen tillsammans med “Weekend at Burnsie's” och gav avsnittet A– som betyg. Aaron Peck på High-Def Digest anser att avsnittet är en hans favoriter i serien Treehouse of Horror.